# بروكس تومسون
بروكس تومسون (بالإنجليزية: Brooks Thompson)‏ مواليد 19 يوليو 1970 في دالاس - الوفاة 9 يونيو 2016، كان مدرب كرة سلة أمريكي ولاعب. تم اختياره من قبل فريق أورلاندو ماجيك خلال الدرافت.

## المسيرة الاحترافية
لعب مع أورلاندو ماجيك من سنة 1994 إلى 1996، ثم لعب مع يوتا جاز في سنة 1996، ثم لعب مع دنفر ناغتس في موسم 1996–1997، ثم لعب مع فينيكس صنز في موسم 1997–1998، ثم لعب مع نيويورك نيكس في سنة 1998.

## روابط خارجية
- بروكس تومسون على موقع إن بي أي (الإنجليزية)
- بروكس تومسون على موقع سبورتس رفرنس (الإنجليزية)
- بروكس تومسون على موقع كلية كرة السلة في سبورتس رفرنس.كوم (الإنجليزية)
- بروكس تومسون على موقع ريلجم (الإنجليزية)
- بروكس تومسون على موقع بروبوليرز (الإنجليزية)
- بروكس تومسون على موقع كلية كرة السلة في سبورتس رفرنس.كوم (الإنجليزية)